# José Luis García del Busto
José Luis García del Busto Arregui (Játiva, Valencia, 1947) es un musicólogo y crítico musical español. Desde el 27 de octubre de 2013 es académico de número de la Real Academia de Bellas Artes de San Fernando. Es miembro correspondiente de las Reales Academias de Bellas Artes de Granada, Sevilla, Barcelona y Valencia.

## Biografía
José Luis García del Busto Arregui nació en la localidad valenciana de Játiva en 1947. En 1964 se trasladó a Madrid, donde comenzó sus estudios en el conservatorio. Cursó matemáticas para satisfacer los deseos de su padre y música, su verdadera pasión. Conoció nada más llegar a Madrid a Luis de Pablo, que entonces organizaba conciertos y fue quien le introdujo en las figuras de Nono, Maderna o Ligeti.
En 1972 inició su actividad como conferenciante y escritor de temas musicales, siguiendo el ejemplo de Federico Sopeña, su maestro y amigo. Entre 1974 y 2007 trabajó en los programas musicales de Radio Nacional de España. Entre 1990 y 1994 fue nombrado director adjunto del Centro para la Difusión de la Música Contemporánea, del Ministerio de Cultura. Entre 1976 y 1985 ejerció la crítica musical en el diario El País y, entre 1995 y 2006, en el diario ABC.
García del Busto ha impartido cursos de musicología en diferentes universidades españolas (Complutense y Autónoma de Madrid, Salamanca, País Vasco, Valencia, Menéndez Pelayo de Santander, Málaga, Cádiz, etc.) y extranjeras (Denver, Ueno en Tokio, Milán, etc.).
El 27 de octubre de 2013 fue nombrado académico de número de la Real Academia de Bellas Artes de San Fernando. Su laudatio fue leída por Tomás Marco, quien junto con Antón García Abril y Luis de Pablo propusieron su candidatura para cubrir la medalla vacante tras el fallecimiento del pianista y musicólogo Antonio Iglesias Álvarez.

## Obra
- Monografías sobre Luis de Pablo, Joaquín Turina, Tomás Marco, Manuel de Falla, Carmelo Bernaola, José Cubiles y Joan Guinjoan.[4]
- Tranchefort, François-René (2010). Guía de la música de cámara. García del Busto, José Luis (trad.). Alianza Editorial. ISBN 978-84-206-5122-4.[5]
- Orquesta de Cámara Reina Sofía, Veinte años de música
- El Coro y la Orquesta de la Comunidad de Madrid en su XXV aniversario

## Premios y distinciones
- En 2005, la Asociación Madrileña de Compositores, en reconocimiento a su señalada atención a la música actual, le concedió el Premio de Crítica Musical.[6]